# Cronologia da pandemia de COVID-19 no Irã
Este artigo documenta a cronologia da pandemia de COVID-19 no Irã.

## Cronologia

### Fevereiro de 2020
- 19 de fevereiro: O Ministério da Saúde do Irã anuncia que as primeiras mortes causadas pelo novo coronavírus é confirmada no país e no Oriente Médio. Dois idosos morrem no hospital após testar positivo para a doença na cidade sagrada de Qom.[1]
- 20 de fevereiro: Os cidadãos iranianos são proibidos de entrar na travessia de fronteira por três dias pelo Iraque devido ao surto do novo coronavírus.[2]
- 23 de fevereiro: As autoridades das 14 províncias afetadas do Irã ordenam o fechamento de escolas, universidades e centros culturais e educacionais para tentar conter o surto.[3]
- 25 de fevereiro: O vice-ministro da Saúde do Irã, Iraj Harirchi, é diagnosticado com o novo coronavírus um dia após tossir ocasionalmente e enxugar o suor da testa repetidamente durante uma entrevista coletiva de imprensa televisionada em Teerã.[4]

### Março de 2020
- 3 de março: O Irã liberta temporariamente mais de 54.000 prisioneiros em um esforço para combater a propagação do novo coronavírus nas prisões lotadas.[5]
- 22 de março: O líder supremo do Irã, aiatolá Ali Khamenei, rejeita uma oferta de ajuda dos Estados Unidos na luta contra o surto do novo coronavírus.[6][7]
- 22 de março: O vice-governador da província de Teerã, Hamidreza Goudarzi, anuncia que todas as empresas comerciais devem fechar na capital do Irã, exceto os supermercados e as farmácias.[8]
- 24 de março: O Irã rejeita a oferta de ajuda médica por uma equipe enviada pelo grupo não governamental internacional, Médicos sem Fronteiras (MSF) para combater o novo coronavírus.[9]
- 25 de março: O Irã aceita a ajuda da organização médica internacional Médicos sem Fronteiras para combater o novo coronavírus, um dia após o bloqueio do trabalho do grupo no país.[10]

### Abril de 2020
- 4 de abril: Uma autoridade de saúde iraniana diz que os residentes de Teerã desrespeitaram as recomendações para ficar em casa, lotando as ruas e causando congestionamentos na cidade após o término do feriado de Ano Novo do país no mesmo dia devido ao aumento do novo coronavírus.[11]

### Agosto de 2020
- 19 de agosto: O número de mortes causadas pelo novo coronavírus no Irã ultrapassa 20.000, registrado pelo Ministério da Saúde do país.[12][13]

### Outubro de 2020
- 3 de outubro: Escolas, bibliotecas, mesquitas e outras instituições públicas são fechadas por uma semana em Teerã.[14]
- 5 de outubro: O Ministério da Saúde do Irã anuncia que quase todo o país entra em alerta vermelho devido ao aumento de casos e mortes do novo coronavírus.[15]
- 17 de outubro: O número de mortes causadas pelo novo coronavírus no Irã ultrapassa 30.000, registrado pelo Ministério da Saúde do país.[16][17]
- 30 de outubro: O número de casos confirmados do novo coronavírus no Irã ultrapassa 600.000, registrado pelo Ministério da Saúde do país.[18]

### Novembro de 2020
- 1 de novembro: A contagem diária de mortes causadas pelo novo coronavírus no Irã atinge um recorde de 434, registrado pelo Ministério da Saúde do país.[19]
- 12 de novembro: O número de mortes causadas pelo novo coronavírus no Irã ultrapassa 40.000, registrado pelo Ministério da Saúde do país.[20]
- 21 de novembro: O governo do Irã introduz as restrições mais duras para conter uma terceira onda do novo coronavírus, incluindo o fechamento de negócios não essenciais e as restrições de viagens.[21]

### Dezembro de 2020
- 3 de dezembro: O número de casos confirmados do novo coronavírus no Irã ultrapassa 1 milhão, registrado pelo governo do país.[22]
- 5 de dezembro: O número de mortes causadas pelo novo coronavírus no Irã ultrapassa 50.000, registrado pelo Ministério da Saúde do país.[23][24]
- 10 de dezembro: O Irã acusa os Estados Unidos de bloquear a compra da vacina contra o novo coronavírus.[25]
- 29 de dezembro: O Irã inicia a primeira fase de testes em humanos da vacina contra o novo coronavírus.[26]

### Janeiro de 2021
- 8 de janeiro: O líder supremo do Irã, aiatolá Ali Khamenei, proíbe as importações das vacinas contra COVID-19 dos Estados Unidos e do Reino Unido devido ao aumento de mortes.[27][28][29]
- 26 de janeiro: O Irã aprova e registra a vacina russa Sputnik V contra o novo coronavírus.[30]

### Fevereiro de 2021
- 9 de fevereiro: A campanha de vacinação contra COVID-19 no Irã começa para a população de mais de 80 milhões com a vacina russa Sputnik V.[31]
- 28 de fevereiro: O número de mortes causadas pelo novo coronavírus no Irã ultrapassa 60.000, registrado pelo Ministério da Saúde do país.[32][33]

### Abril de 2021
- 24 de abril: O Irã proíbe todos os voos da Índia e do Paquistão para conter a propagação do novo coronavírus no país.[34]
- 26 de abril: O número de mortes causadas pelo novo coronavírus no Irã ultrapassa 70.000, registrado pelo Ministério da Saúde do país.[35]